# Il muro invisibile
Il muro invisibile è il primo romanzo autobiografico scritto da Harry Bernstein all'età di 96 anni, che parla dell'infanzia dell'autore in una cittadina industriale inglese del primo novecento.

## Trama
Harry è un bambino ebreo che vive con la madre, il padre e i suoi cinque fratelli in una strada di un quartiere operaio del Lancashire dove si fronteggiano due file di povere case. Separati da un muro invisibile, vi abitano da un lato i cristiani, dall'altro gli ebrei. La famiglia è molto povera: la madre non lavora ed è occupata tutto il giorno nelle faccende domestiche mentre il padre, Jack, sperpera tutto ciò che guadagna nei pub della città. Durante l'estate del 1914 il piccolo Harry è inconsapevolmente coinvolto nell'amore segreto tra Sarah, una ragazza ebrea, e Freddy, un cristiano.
L'episodio suscita molto scalpore nella via poiché all'epoca era considerato disdicevole che due persone di diversa religione si frequentassero: la ragazza è perciò costretta a partire per l'Australia. I fratelli del protagonista frequentano la St. Peter, una scuola che accoglie gran parte della gioventù povera mentre il piccolo Harry tenta l'ammissione alla scuola privata di Hollywood Park, ma il preside lo respinge perché non indossa calzature adeguate ma un paio di poveri zoccoli; Harry è costretto quindi a malincuore ad andare a scuola con i fratelli. Quotidianamente, al ritorno a casa, i fratelli rischiano di venire maltrattati dalle bande di ragazzini cristiani. Un giorno, mentre passano per gli “Scalini del Diavolo”, vengono aggrediti da una di queste bande, riuscendo a salvarsi solo grazie al tempestivo intervento di un liceale cristiano, Arthur Forshaw. Dopo questo evento, Lily, la sorella maggiore di Harry, si innamora di questo ragazzo, che ricambia il suo stesso sentimento.
La prima guerra mondiale separa i due innamorati, perché Arthur è costretto a partire per il fronte come tanti altri uomini della via. Fortunatamente, il ragazzo torna incolume dal fronte e si fidanza segretamente con Lily. Soltanto Harry è a conoscenza di questa relazione e promette di non svelarlo a nessuno. I due innamorati continuano ad incontrarsi di nascosto in campagna in una taverna dove vengono tenute le riunioni dei simpatizzanti del partito socialista inglese, di cui la coppia condivide gli ideali. Sfortunatamente, Rose, sorella di Harry, molto gelosa di Lily, scopre la relazione e svela tutto alla madre. La donna si arrabbia molto con la figlia poiché per gli ebrei sposare un cristiano significa morire. Non riuscendo a far cambiare idea a Lily, alla notizia del matrimonio fra i due ragazzi, l'intera famiglia celebra il funerale della figlia maggiore e si comporta come se la primogenita fosse effettivamente morta. Solo la nascita di James, figlio di Lily e Arthur, rende possibile la riconciliazione fra la due famiglie. Poco tempo dopo, giungono i tanto desiderati biglietti per l'America e la famiglia Bernstein decide di partire, mentre Lily, Arthur e James rimangono nel Lancashire. Cinque anni dopo, però, la sorella maggiore di Harry morirà d'infarto, seguita, dopo due anni, dalla morte del marito. James, cresciuto con i nonni paterni, morirà combattendo nella seconda guerra mondiale.

## Personaggi
Il nome della madre del protagonista non viene specificato all'interno del libro perché paradigmatica di una condizione esistenziale estrema. È una donna coraggiosa e tenace, sottomessa al marito, il quale la maltratta, la sfrutta e abusa di lei. Nonostante l'assoluta  povertà in cui vive, si prodiga per far sì che i figli siano sereni ed è disposta a sacrificarsi per loro perché possano avere una vita migliore della sua. È una donna semplice, che si trova in situazioni umilianti pur di poter portare a casa del cibo. È una ebrea molto osservante e per questo mantiene un certo distacco con i cristiani, rimanendo però sempre educata e gentile con tutti. Da sempre insegue un sogno: quello di poter trasferirsi dalla povera via dell'Inghilterra in cui vive, nella ricca America, dai parenti del marito. È molto determinata, crede in sé stessa e decide anche di allestire in casa propria una specie di negozio di frutta contando solo sulle proprie forze.
Il padre del protagonista, Jack, è un uomo egoista, aggressivo e maleducato, reso tale da un'infanzia crudele. È molto solitario e non si cura dei suoi figli a tal punto da non interessarsi di loro e avversare i loro progetti per il futuro. Lavora a tempo pieno in una sartoria ebrea; il poco tempo che trascorre a casa lo passa silenziosamente e in disparte. Ogni sera dopo aver cenato si reca al pub dove sperpera gran parte del suo salario. Alla moglie spetta solo una minima parte di esso, con il quale lei deve riuscire a mantenere i suoi cinque figli e il sesto in arrivo.
Lily, la sorella maggiore di Harry, è una ragazza molto diligente, attraente, con dei lunghi capelli sciolti sulla schiena. È intelligente, tanto da vincere una borsa di studio per il liceo, ma i pessimi rapporti con il padre non le permetteranno di proseguire gli studi e raggiungere i suoi obiettivi. Dimostra di non avere fiducia in se stessa nel momento in cui aspetta l'esito dell'esame, ma si rivelerà una paura infondata. È da tempo innamorata di un cristiano di nome Arthur. Questo suo sentimento darà origine a molti contrasti con la madre, la quale non vuole che i due si frequentino essendo di religione diversa.
Arthur è molto simile caratterialmente a Lily, poiché ama leggere e studiare. I suoi genitori sono però più aperti a ciò che il figlio prova verso un'ebrea. Nonostante le grandi difficoltà presentate dalla diversa religione dei due, riusciranno a coronare il loro sogno, sposandosi e avendo anche un meraviglioso bambino.
Di Harry, il protagonista, si sanno poche cose, perché la focalizzazione è interna ed egli racconta in prima persona la sua storia.  È un bambino curioso e attento a tutto ciò che gli succede. È ottimista e molto legato alla madre. Odia vederla soffrire e cerca di starle vicino sostenendola come meglio può. Non ha alcun rapporto, invece, con il padre che teme e disprezza. Tutti nella via si fidano di Harry perché è un bambino molto sincero che non sa dire bugie e sa mantenere un segreto.
La signora Green è una donna cristiana che accende il fuoco alla famiglia di Harry nel giorno dello Shabbat. Larry, uno dei pochi amici del padre, è una persona allegra e simpatica che vivrà come pensionante per qualche giorno insieme alla famiglia. Freddy e Sarah sono un'ebrea e un cristiano che hanno avuto una relazione molto simile a quella di Lily e Arthur.

## Periodo storico
Il romanzo si svolge nel periodo della prima guerra mondiale e del successivo dopoguerra anche se, nell'epilogo, si fa sommariamente riferimento a quanto accaduto ai protagonisti della vicenda fino agli anni del secondo dopoguerra. Le vicende si sviluppano in un periodo di circa dieci anni caratterizzati dalla presenza di una grande povertà, diffusa soprattutto tra le famiglie operaie senza un lavoro che possa permettere loro di vivere in condizioni dignitose.
Essendo un romanzo di tipo autobiografico, si possono riscontrare varie ellissi, in cui l'autore tralascia alcuni avvenimenti poco importanti al fine della narrazione. L'ellissi più evidente all'interno del libro è quella che separa le due parti di cui è composto il romanzo. Inizia nel momento in cui Jack, il padre, trascina violentemente Lily a lavorare in sartoria, vietandole di poter proseguire i suoi studi frequentando il liceo, e finisce quando la madre, aiutata da Harry, sta scrivendo una lettera indirizzata ai suoi parenti in America chiedendo di spedirle i biglietti della nave per poterli raggiungere.
La narrazione si sviluppa piuttosto lentamente, in quanto sono presenti molte pause che lasciano spazio alle varie descrizioni e riflessioni del protagonista.

## Temi trattati
Il tema principale affrontato da questo romanzo è appunto il "muro invisibile", ovvero la mancata integrazione tra ebrei e cristiani, dovuta alla discriminazione reciproca fra famiglie che professano due differenti religioni. È poi presente il tema del contrastato amore tra Arthur, protestante, e Lily, ebrea, gli unici ragazzi che prendono coscienza del fatto che il muro deve essere abbattuto. Il forte attaccamento tra i due ragazzi dimostra che è possibile risolvere, almeno in parte, questo terribile problema. 
La condizione di estrema povertà caratterizza poi tutta la lettura ed è strettamente connessa al tema dell'industrializzazione e della difficile condizione operaia. Essa accomuna entrambi i lati della strada e ci viene descritta sin dalle prime righe. Nel romanzo si riscontra anche il tema della guerra, poiché ci vengono narrati attraverso Arthur gli orrori delle trincee della Grande Guerra. Sempre Arthur ci racconta della Rivoluzione bolscevica di Russia.

## Citazioni
“Era una piccola strada tranquilla, che si notava difficilmente rispetto alle altre ben più ampie, ma ciò che la rendeva eccezionale era il fatto che noi vivevamo da una parte e loro dall'altra. Noi eravamo gli ebrei e loro i cristiani.”
“Noi ebrei siamo sempre capri espiatori a portata di mano. Sempre, per tutta la nostra storia."
“Di buon mattino, quando era ancora buio, si udiva la gente che andava a lavorare in quelle fabbriche, battendo gli zoccoli ferrati sull'acciottolato con un suono e un ritmo che avevano l'andamento di una sinfonia”. “Ma la strada era ancora lì, viva nella memoria, e io sentii i suoni che ero abituato ad ascoltare all'alba, quando ero un bambino e me ne stavo disteso a letto, nella stanza al primo piano della nostra casa. Era il rumore degli zoccoli di legno che marciavano.”

## Edizioni
- Bernstein, Harry, Il muro invisibile, Narrativa, Piemme, 2007.
- Bernstein, Harry, Il muro invisibile, Serie oro, Piemme, 2009.
- Bernstein, Harry, Il muro invisibile, Piemme bestseller, Piemme, 2009.